# Kusma (Nepal)
Kusma – gaun wikas samiti w zachodniej części Nepalu w strefie Lumbini w dystrykcie Nawalparasi. Według nepalskiego spisu powszechnego z 2001 roku liczył on 955 gospodarstw domowych i 6102 mieszkańców (2963 kobiet i 3139 mężczyzn).
W mieście znajduje się most wiszący Baglung Parbat (najdłuższy na świecie w swojej kategorii).